# جوانا پیج
جوانا پیج (انگلیسی: Joanna Page؛ زادهٔ ۲۳ مارس ۱۹۷۸) بازیگر اهل بریتانیا است. وی دانش‌آموختۀ آکادمی سلطنتی هنرهای دراماتیک است.
از فیلم‌ها یا برنامه‌های تلویزیونی که وی در آن نقش داشته‌است، می‌توان به در واقع عشق، از جهنم، مارپل آگاتا کریستی، دکتر هو، دیوید کاپرفیلد، مادمازل ژولی و روز دکتر اشاره کرد.